# ثياتيتوس (رياضياتي)
ثياتيتوس الأثيني (بالإغريقية: Θεαίτητος )‏ (و. العقد 410 ق.م – 369 ق.م م) هو رياضياتي، وفيلسوف من أثينا الكلاسيكية، ولد في أثينا.

## أعماله
من أهم أعمال ثياتيتوس، برهانه على وجود خمس أنواع من المجمسمات أفلاطونية لا أقل ولا أكثر.